# 太田インターチェンジ
太田インターチェンジ（おおたインターチェンジ）は、石川県河北郡津幡町にある国道8号（国道159号と重複）津幡バイパスのインターチェンジ。

## 概要
- 金沢方面のみ流出入可能なハーフインターチェンジである。富山・七尾方面の流出入ランプは隣の南中条ICまたは利屋ICを利用する。
- 七尾方面行きの本線上には、津幡バイパスの本線上では唯一、公衆電話と普通車1台分の駐車帯が設置されている。

## 道路
- 国道8号（国道159号） 津幡バイパス

## 接続する道路
※津幡町道を経て、
- 石川県道59号高松津幡線

## 周辺
- 津幡町立条南小学校
- 石川県津幡漕艇競技場
- 河北潟干拓地
- カジマート太田店

## 隣
国道8号（国道159号） 津幡バイパス
南中条IC - 太田IC - 利屋IC